# Xã Wuori, Quận St. Louis, Minnesota
Xã Wuori (tiếng Anh: Wuori Township) là một xã thuộc quận St. Louis, tiểu bang Minnesota, Hoa Kỳ. Năm 2010, dân số của xã này là 572 người.